# Puklice švestková
Puklice švestková (Parthenolecanium corni) je hmyz poškozující rostliny sáním. Hmyz vytváří při sání na větvičkách kolonie, jedinci jsou kryti ochranným štítkem. Puklice švestková je řazena do čeledě puklicovití (Coccidae), řádu polokřídlí (Hemiptera).

## EPPO kód
LECACO

## Vědecké názvy
Podle Biolib je pro patogena s označením puklice švestková (Parthenolecanium corni) používáno více rozdílných názvů, například Eulecanium corni nebo Lecanium corni robiniarum.

## Zeměpisné rozšíření
Výskyt v Evropě – ve všech částech, v Česku – běžný druh.

## Popis
Samičky žijí na kůře větví, kde lze pozorovat jejich 4–6 mm dlouhé, oválné, vysoce vyklenuté, tmavě hnědé samičí štítky. Samečci jsou okřídlení, dlouzí 2,2 mm, načervenalí nebo nahnědlí, mají jeden pár křídel. Larvy bývají elipsovitého tvaru, zelenožluté, později cihlově červené, pohyblivé.

## Hostitel
Rod slivoň, akát, javor, dub, angrešt, a mnoho dalších dřevin.

## Příznaky
Organismy kryté kulatým štítkem přisáté na větvičkách. Listy potřísněné medovicí, později rozvoj černí na listech a větvích.

## Možnost záměny
Jiný druh čeledě puklicovité.

## Význam
Krnění, usychání a odumírání větví. Larvy a samičky podněcují svým sáním tvorbu nekróz. Plody napadených dřevin bývají drobné, nedostatečně vyzrálé. V některých letech se přemnožuje.

## Biologie
Přezimují larvy 2. vývojového stupně, na kůře hostitelských dřevin, nebo skryté mělce v půdě. Na jaře se larvy rozlézají a přisávají se na větve, nejčastěji na mladé letorosty s hladkou pokožkou. Po 2. svlékání ztrácejí nohy i tykadla a tvoří štítek. V průběhu května a června kladou samičky pod ochranu svých štítků několik set až tisíc vajíček. Vajíčka jsou bílá, oválná a měří cca 0,3 mm. Vylíhlé larvy opouštějí štítky a přelézají na listy, kde, na zpravidla spodní straně, méně často na líci listů nebo větvičkách, sají. Koncem léta se larvy 2. stupně po 1. svlékání stěhují do zimních úkrytů. Obvykle na větve či kmeny, kde přezimují. Po přezimování obsazují jednoleté větve, kde se přisají a po druhém svlékání dokončí svůj vývoj.

## Ekologie
Lesy, parky, zahrady. Mezofilní a polyfágní druh. Obývá stromy, keře i byliny. Lze jej nalézt na listech, větvích, kmenech a výjimečně na plodech.

## Choroby, paraziti a predátoři
- chalcidky
- Blastotrix confusa ERD.
- Microterus Sylvius (Dalm.)
- Coccophagus lycimnia (Walk.)
- Metaphicus insidiosus Mer

## Šíření
S půdou.

## Ochrana rostlin
Při překročení prahu škodlivosti ošetření insekticidy. Vhodnou prevencí je volba selektivních insekticidů a ozelenění sadů a vinic k podpoře přirozených nepřátel patogena. Doporučeno je pálit opadané listí.

### Chemická ochrana
Patogen může být omezen chemicky insekticidy. Prahem škodlivosti je u slivoní výskyt 25 larev puklice švestkové na 1 m tříletých větví. V současné době je možné na ochranu proti červcům u okrasných rostlin použít přípravky Careo, Applaud 25 WP, Raptol, Biool, Frutapon, Rock Effect. Vhodnost použití daného přípravku a jeho účinek je závislé na daném období vegetace.

### Agrotechnická opatření
Je doporučeno odřezávat napadané větve, efektivní jsou i lepové pásy.

### Biologický boj
Lze použít bioagens (dravé slunéčko Cryptolaemus montrouzieri, obchodní název Biolaagens CrM.